# Winterfeldtplatz
Der Winterfeldtplatz liegt im Berliner Ortsteil Schöneberg des Bezirks Tempelhof-Schöneberg. Der in Nordsüd-Richtung ausgerichtete Platz ist rund 280 Meter lang und 80 Meter breit. Auf seinem südlichen Ende steht die katholische Kirche St. Matthias. Auf dem 1893 nach dem preußischen General Hans Karl von Winterfeldt benannten Areal findet jeden Mittwoch und Samstag der größte Wochenmarkt Berlins statt.
Rund 200 Meter weiter nördlich liegt der Nollendorfplatz mit dem gleichnamigen U-Bahnhof. Von dort geht die Straßenachse weiter über den Lützowplatz bis hin zum Großen Stern mit der Siegessäule im Tiergarten.

## Geschichte

Winterfeldtplatz auf einer Postkarte von 1909

Im Bebauungsplan der Umgebungen Berlins von 1862 (Hobrecht-Plan) war das Gebiet als Platz C ausgewiesen. Er wurde 1890 angelegt und bis zum Beginn des 20. Jahrhunderts mit gründerzeitlichen Wohnhäusern und der Matthiaskirche bebaut. Bis zur Bildung von Groß-Berlin im Jahr 1920 gehörte die östliche Seite zu Berlin und die westliche zu Schöneberg, das 1898 die Stadtrechte erhielt.
Pfarrer an der Kirche St. Matthias war von 1919 bis 1929 der spätere Kardinal und Bischof von Münster Clemens August Graf von Galen und von 1929 bis zu seiner Ausweisung 1941 Albert Coppenrath, der „Dickkopf vom Winterfeldtplatz“.
In den späten 1970er und 1980er Jahren befanden sich mehrere besetzte Häuser in direkter Nähe des Platzes. Eines davon war das Haus Winterfeldtstraße 25, in dem sich noch bis ins Jahr 2006 ehemalige Besetzer gegen die Vertreibung durch die Hauseigentümerin zur Wehr setzten.
Zeitweise betrug der Anteil der Wähler der Alternativen Liste (ein Vorläufer der Berliner Grünen) mehr als 50 Prozent. Nach Sanierungsmaßnahmen in den späten 1980er und 1990er Jahren hat sich der Platz mit der benachbarten Umgebung wieder als ein beliebtes Wohngebiet etabliert.
Der Dirigent Wilhelm Furtwängler wurde 1886 im Haus Maaßenstraße 1 und die Literaturnobelpreisträgerin Nelly Sachs 1891 im Haus Maaßenstraße 12 geboren (jeweils Gedenktafeln an den Häusern).

## Der Platz und seine Bebauung

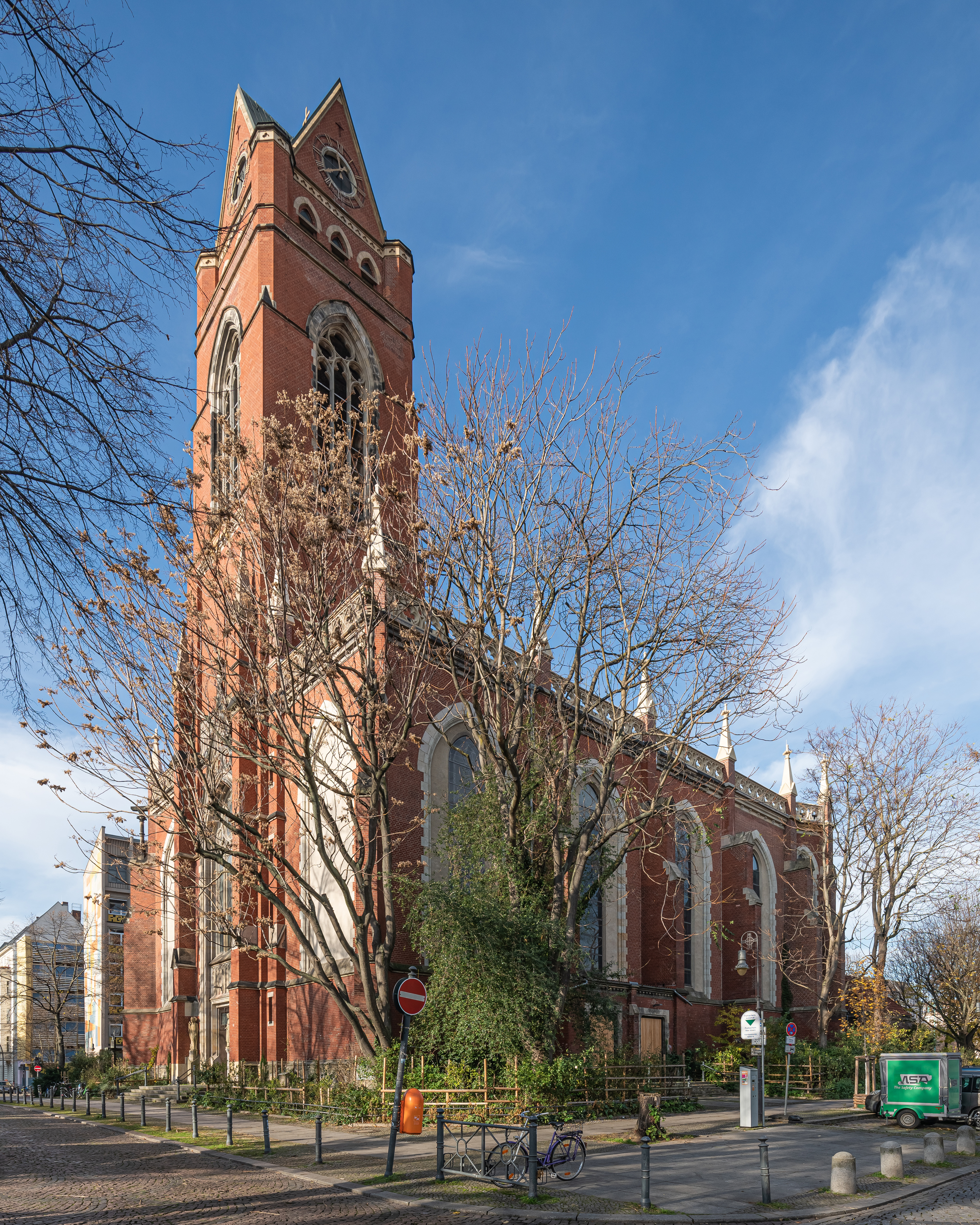
Katholische Kirche St. Matthias ohne historischen Kirchturmhelm

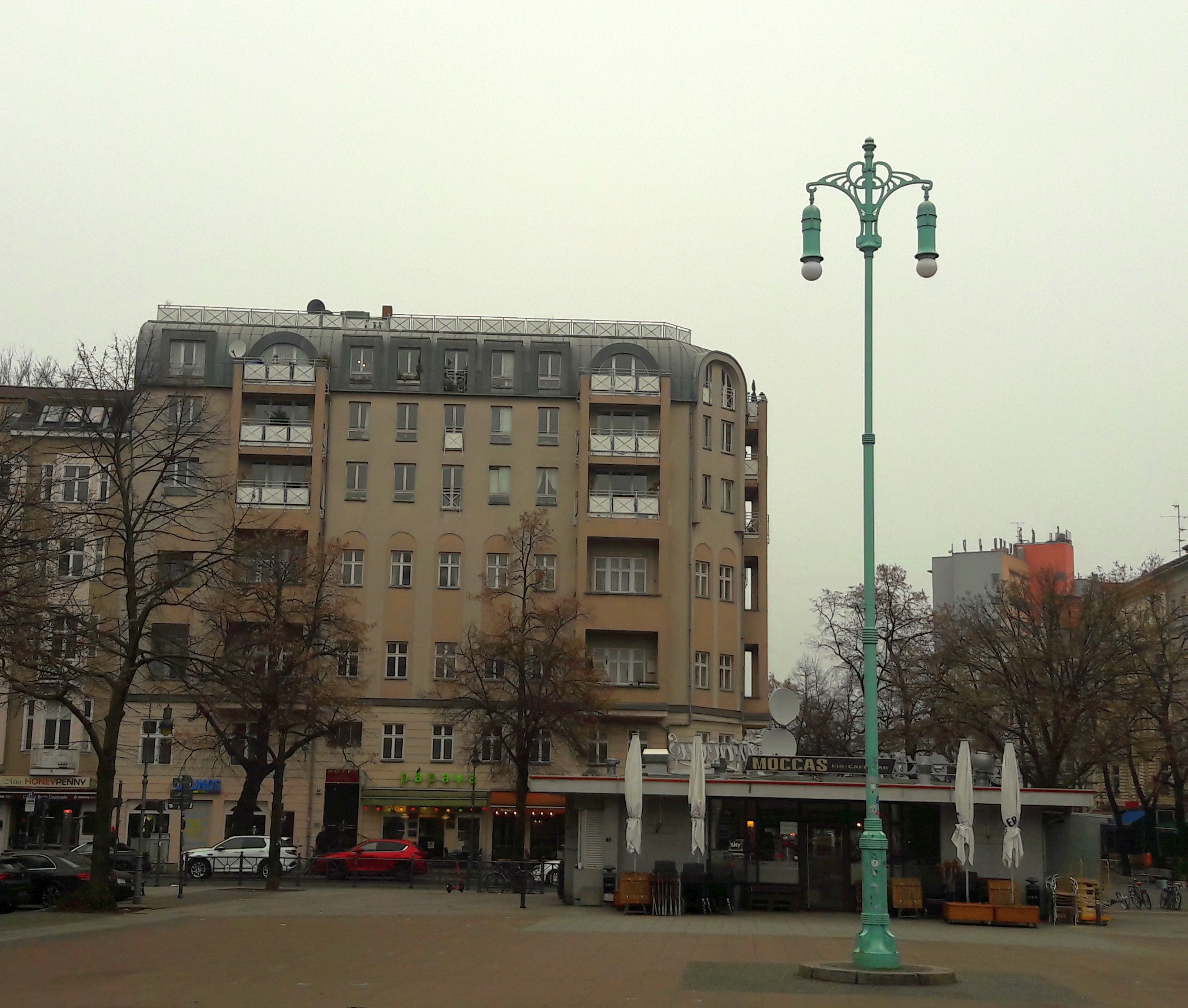
Bogenlampenkandelaber

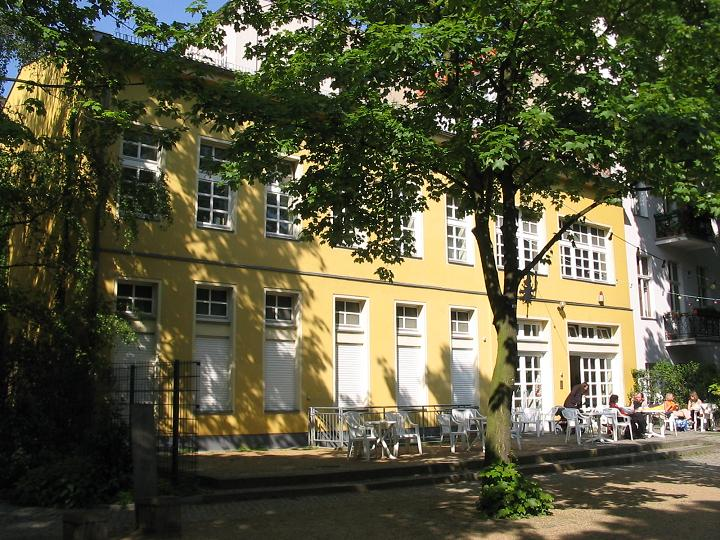
Puppentheater Hans Wurst Nachfahren

Dominiert wird der Winterfeldtplatz von St. Matthias, einer der wenigen freistehenden katholischen Kirchen in Berlin. Die nach Plänen von Engelbert Seibertz im Stil der Neogotik errichtete und nach zweijähriger Bauzeit 1895 geweihte Kirche wurde nach der starken Beschädigung im Zweiten Weltkrieg vereinfacht wieder aufgebaut und in den 2000er Jahren restauriert. Der vor dem Krieg weithin sichtbare 93 Meter hohe Turm der Kirche ist heute entscheidend verkürzt. An den Rändern der Grünanlage hinter der Kirche befindet sich seit 1995 eine dekorative filigrane Metallkonstruktion des Berliner Architekten Hinrich Baller.
In der Längsachse des Platzes stehen drei hohe zweiarmige Bogenlampen-Kandelaber. Sie stammen nach den vorliegenden Bildnachweisen aus den Jahren ab 1910 und waren im Januar 2020 noch vorhanden.
Während sich in der unmittelbaren Umgebung viel Bausubstanz aus der Gründerzeit mit mehreren Einzeldenkmälern (vergleichlich auch in der Winterfeldtstraße) bewahrt hat, wurde beinahe die gesamte Randbebauung des Platzes im Krieg zerstört und durch Neubauten ersetzt. Erwähnenswert von den erhalten gebliebenen Gebäuden am Platz sind die denkmalgeschützten Mietshäuser an der Ecke Goltz- und Winterfeldtstraße von 1887 und an der Ecke Goltz- und Hohenstaufenstraße (genannt: „Kacheleck“) samt Nachbarhaus Hohenstaufenstraße 69 (beide aus dem Jahr 1895) mit ihren ungewöhnlichen Fassaden aus glasierten, teils farbig dekorierten Klinkern. Der westliche Rand an der Goltzstraße ist überwiegend mit Nachkriegsbauten der Kirchengemeinde bebaut: dem Pfarramt, dem Graf von Galen-Jugendheim, dem Caritas-Wohnhaus Kardinal Galen und der 1960 fertiggestellten katholischen Grund- und Oberschule Sankt Franziskus mit Montessori-Zug an der Ecke Hohenstaufenstraße, die bereits unter Denkmalschutz gestellt und 2011 um einen Erweiterungsbau an der Hohenstaufenstraße ergänzt wurde.

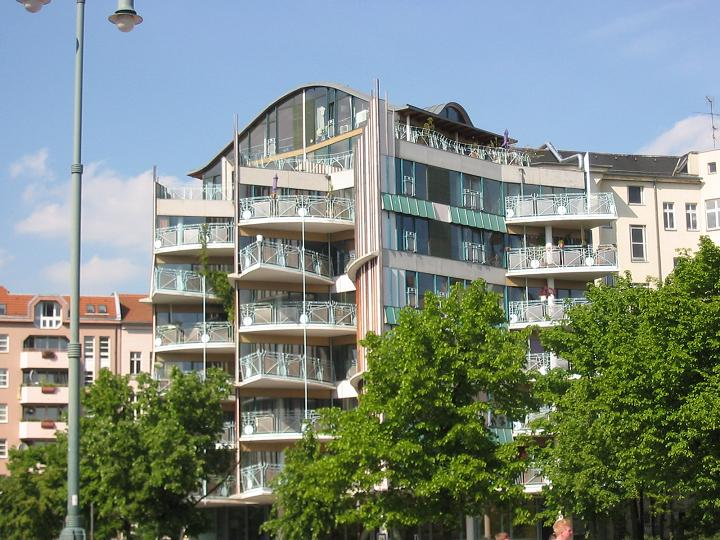
Wohnhaus von Hinrich Baller aus dem Jahr 1999

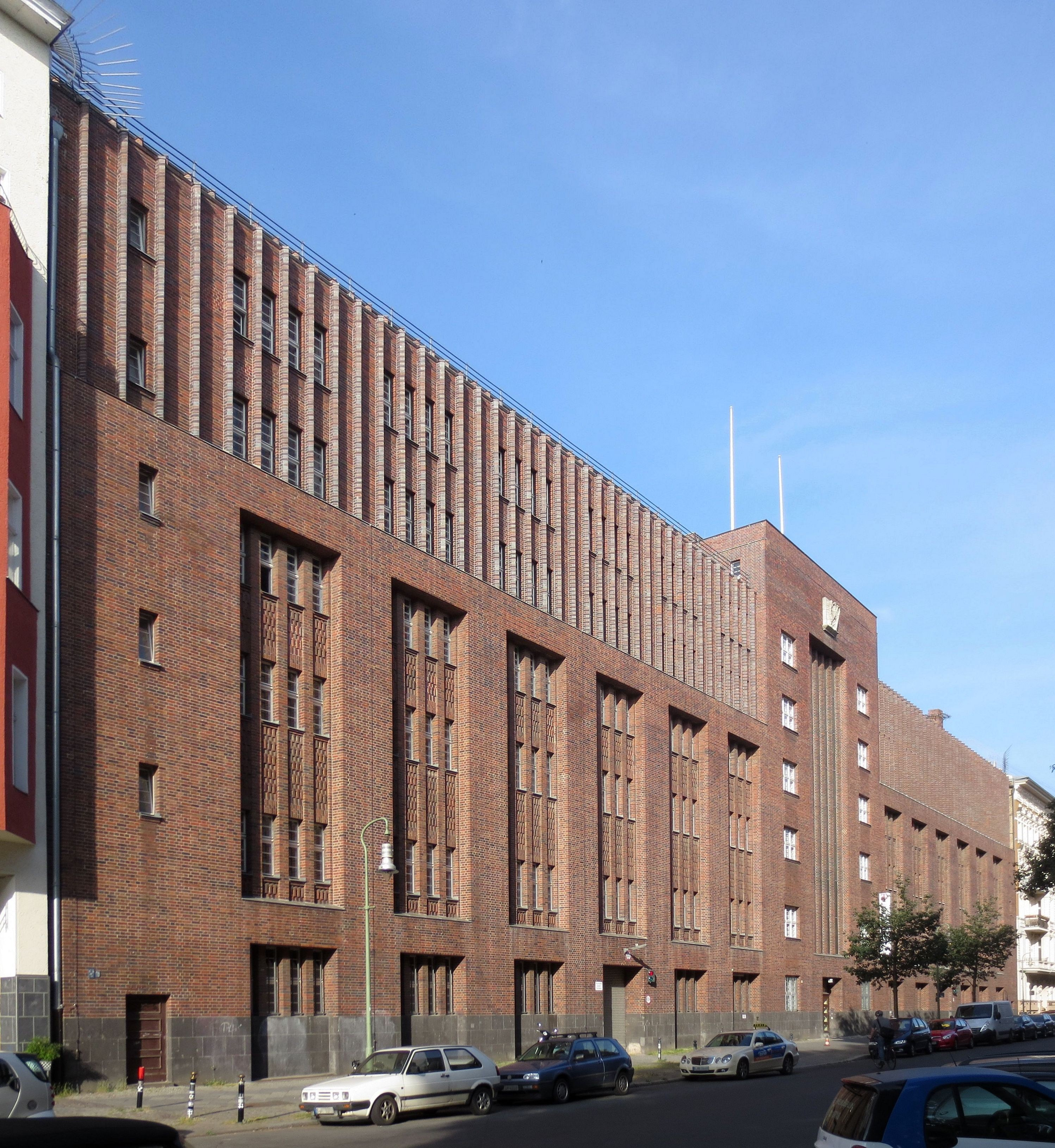
Das von der Deutschen Reichspost gebaute ehemalige Fernamt Berlin ist Vertreter des Backsteinexpressionismus der 1920er Jahre

Der östliche Platzrand an der Gleditschstraße wurde in den 1990er Jahren nach einem Konzept von Hinrich Baller wieder bebaut, mit dem die einst raumbildende Platzkante der Zeit vor dem Zweiten Weltkrieg aufgelöst wurde. Markante Eckpunkte dieser Bebauung von Baller sind das Wohnhaus an der Ecke Gleditsch- und Winterfeldtstraße und die Sporthalle der Spreewald-Grundschule an der Ecke Pallasstraße. Dazwischen befinden sich, vom Platz etwas abgerückt, eine gleichfalls von Baller entworfene Kindertagesstätte und das 1884 errichtete Hauptgebäude der Spreewald-Grundschule, einer ehemaligen Hinterhof-Volksschule. Daneben zieht das Puppentheater Hans Wurst Nachfahren – Theater am Winterfeldtplatz auf dem Gelände der ehemaligen Kultkneipe Ruine (im Berliner Volksmund „Urine“ genannt) nicht nur Kinder und Sonnenhungrige auf der großen Terrasse an. Im August 2014 wurde das Theater in die Rote Liste des Deutschen Kulturrates aufgenommen und in die Kategorie 1 (von Schließung bedroht) eingestuft.
Die weitgehend erhaltene gründerzeitliche Bebauung nordöstlich des Platzes im Bereich Maaßenstraße, Winterfeldtstraße, Zietenstraße, Nollendorfstraße und Schwerinstraße aus den Jahren 1874–1888 wurde 2010 mit einer Erhaltungsverordnung geschützt. Das Haus Zietenstraße 22 an der Kreuzung Nollendorfstraße diente von 1987 bis 2004 als Filmkulisse der Fernsehserien Praxis Bülowbogen und Dr. Sommerfeld – Neues vom Bülowbogen.
Rund 150 Meter östlich vom Winterfeldtplatz befindet sich in der Winterfeldtstraße 21 der zwischen 1922 und 1929 errichtete Gebäudekomplex des ehemaligen Fernamtes Berlin (ab 1958: Fernmeldeamt 1).

## Wirtschaft und Gastronomie

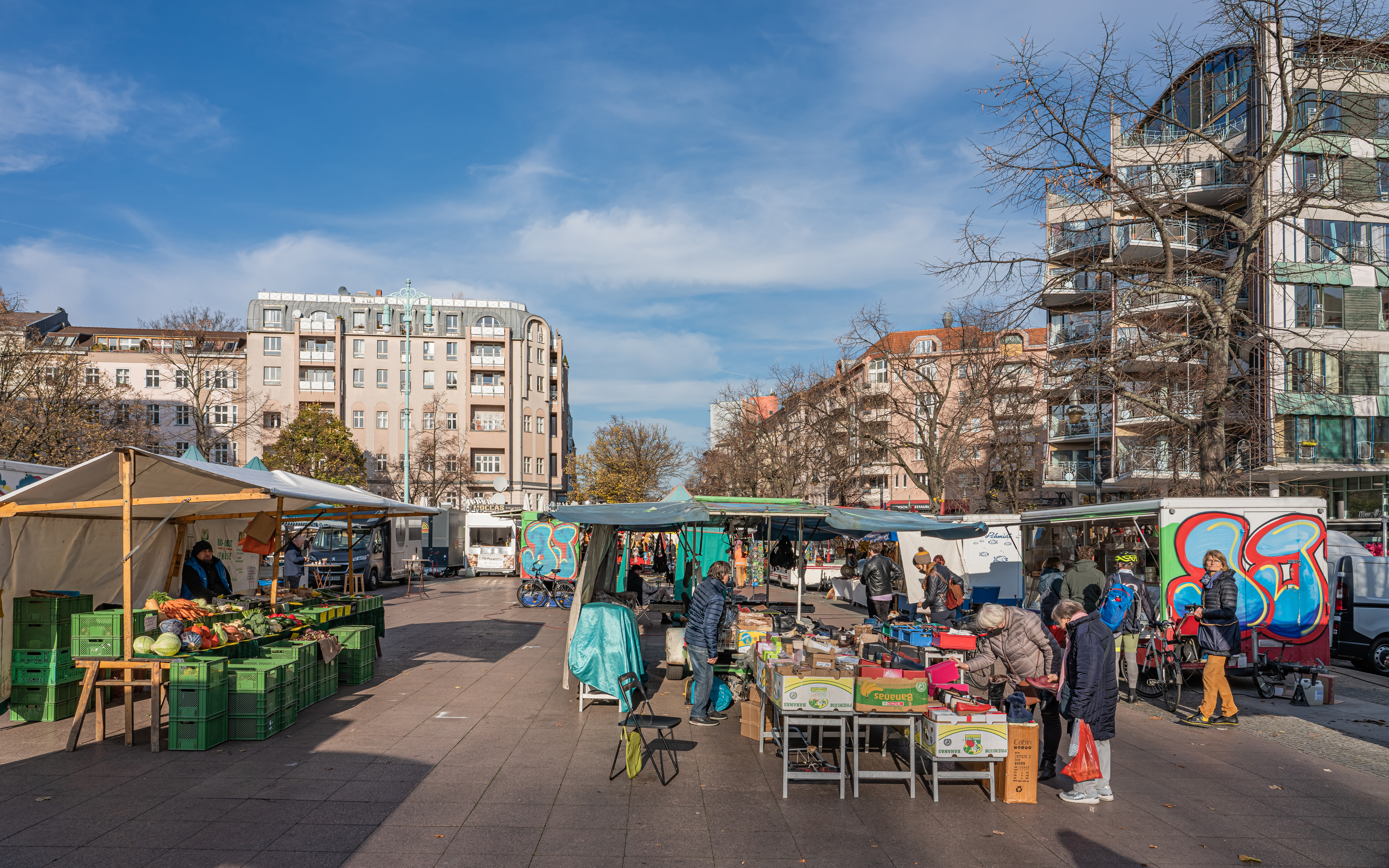
Wochenmarkt auf dem Winterfeldtplatz

Bereits 1890 nach der Befestigung des Platzes fand hier ein Wochenmarkt statt. Seit 1990 wurde wieder jeden Mittwoch von 8 bis 14 Uhr und jeden Samstag von 8 bis 16 Uhr der größte Gemüse- und Wochenmarkt Berlins in Betrieb genommen. An Samstagen hat sich der Markt mit seinen rund 250 Ständen zu einem beliebten Anziehungspunkt für Besucher von nah und fern entwickelt. An den anderen Tagen skaten und spielen dort Fußberollte Rollhockey.
Rund um den Platz floriert seit Jahrzehnten ein umfangreiches Angebot verschiedener Antiquariate.
Querstraßen wie die Winterfeldtstraße, Maaßenstraße, Pallasstraße und Goltzstraße bieten traditionsreiche Kneipenszenen und multikulturelle Restauration. Café Berio, Slumberland und das Habibi gehören seit vielen Jahren zu beliebten Institutionen. Seit einigen Jahren wächst das gastronomische Angebot beständig. Neben dem Hackeschen Markt, der Bergmannstraße, der Oderberger Straße, der Oranienburger Straße, der Oranienstraße, dem Kollwitzplatz und der Simon-Dach-Straße ist der Winterfeldtplatz ein Zentrum der Berliner Kneipen- und Café-Szene. Der nicht weit entfernte Nollendorfplatz ist im Westen von Berlin das Zentrum der Lesben- und Schwulenszene.